# Lluïsa Clols
Lluïsa Clols (Valls, 1947) és una pedagoga i pintora catalana.

## Trajectòria
L'any 1964 ingressa a l'Acadèmia Valls de Barcelona i l'any següent es matricula a l'Escola Superior de Belles Arts Sant Jordi de Barcelona. El 1969 guanya la Beca Amigó Cuyàs, la primera noia, conjuntament amb Assumpta Solsona, a obtenir aquesta distinció. En acabar els estudis de belles arts es casa i torna a Valls i participa en algunes exposicions col·lectives. Fa la seva primera mostra individual l'any 1975 a la sala d'art Gents de Tarragona. Cap a l'any 1976 a l'estiu fa una mostra a la Sala municipal de Sant Roc de Valls, i a la tardor, a la Galeria de Vilanova, Vilanova i la Geltrú. Cap al 1989 participa en una mostra col·lectiva a l'Exposició d'Artistes Vallencs d'Avui a la Sala Lila de Valls. L'any següent, 1990 rep un encàrrec per part de la seva ciutat i com a reconeixement del seu art. Fa una obra en homenatge als castellers de Valls per a la Galeria de Vallencs Il·lustres de l'Ajuntament d'aquesta població. Deixa d'exposar fins que al maig del 2008 Observar o ser observats a l'Aula d'Art de la Universitat Rovira i Virgili. Compagina la pintura amb la pedagogia, el 2023 era professora a l'Institut Narcís Oller de Valls.

## Obra
Les obres que presenta cap als anys setanta i vuitanta remeten a un món misteriós amb personatges enigmàtics, espais poc definits, espais poc definits, presència d'ocells, etc. Elaborats amb veladures, transparències, amb fortes pinzellades. Les seves obres mostren la soledat de l'individu, la necessitat d'escapar de quelcom, d'anar a la recerca de la llibertat. Amb aquest desig d'escapar, els personatges comencen a volar. Les obres de caràcter expressionista que tant formalment com temàticament es corresponen amb les línies de les tendències que a gran part d'Europa són presents a finals dels anys setanta i començaments dels vuitanta.

### Exposicions
- L'any 1975: mostra individual a la sala d'art Gents de Tarragona
- L'any 1976: mostra a la Sala municipal de Sant Roc, de Valls
- L'any 1976: mostra a la Galeria de Vilanova, Vilanova i la Geltrú
- L'any 1989: mostra col·lectiva a l'Exposició d'Artistes Vallencs d'Avui a la Sala Lila de Valls.
- L'any 2008: Observar o ser observats a l'Aula d'Art de la Universitat Rovira i Virgili[5]